# Cathi Unsworth
Pour les articles homonymes, voir Unsworth.
Cathi Unsworth, née le 11 juin 1968 est une critique rock et auteur britannique de romans policiers vivant à Londres.

## Biographie
Cathi Unsworth débute à l'âge de 19 ans au magazine musical Sounds, et a écrit pour diverses publications, dont Melody Maker, Bizarre et Mojo. Son premier roman, The Not Knowing (Au risque de se perdre en français), un polar situé dans le milieu du cinéma et du rock à Londres au début des années 1990, est publié en 2005 en Angleterre chez Serpent's Tail. Ses livres mêlent culture populaire et critique sociale.

## Œuvre

### Romans
- Au risque de se perdre, traduction K. Lalechère, Rivages/Noir, 2008, (The Not Knowing, Serpent's Tail, 2005)
- Le Chanteur, traduction K. Lalechère, Rivages/Thriller, 2011 (The Singer, Serpent's Tail, 2007)
- Bad Penny Blues, traduction K. Lalechère, Rivages/Thriller, 2012 (Bad Penny Blues, Serpent's Tail, 2010)
- Zarbi, traduction K. Lalechère, Rivages/Thriller, 2014 (Weirdo, Serpent's Tail 2012)
- London nocturne, 2019 Rivages/Noir (Without the Moon, 2015)

### Nouvelles
Elle a dirigé l'anthologie Londres Noir, dans laquelle elle a publié une nouvelle.
- Trouble Is a Lonsesome Town, Londres Noir, traduction Miriam Perier, Asphalte, 2010 (London Noir, Serpent's Tail, 2006)